# Solenopsis aurea
Solenopsis aurea é uma espécie de formiga do gênero Solenopsis, pertencente à subfamília Myrmicinae.